# Domenico Peritore
Domenico Peritore (Licata, 4 novembre 1928 – 11 novembre 1993) è stato un politico italiano.